# Franz Hillmann (Politiker)
Franz Hillmann (* 23. August 1859 in Cammin (bei Rostock); † 4. Mai 1926 in Güstrow) war ein deutscher Politiker (DDP).

## Leben
Hillmann studierte Jura in Leipzig, Heidelberg und ab 1880 Rostock. Er praktizierte als Rechtsanwalt und Notar in Güstrow. Seit 1890 war er Vorsitzender der Nationalliberalen in Güstrow. Er nahm an der Diskussion über eine neue Verfassung für Mecklenburg-Schwerin teil und publizierte verschiedene Beiträge zur Geschichte und Verfassung von Mecklenburg-Schwerin. 1919 war Hillmann Mitglied des Verfassunggebenden Landtags von Mecklenburg-Schwerin.

## Schriften
- Die mecklenburgische Verfassungsfrage nach richtiger staatsrechtlicher Auffassung. Michael, Güstrow 1911.
- Die Vererbpachtung im Domanium. In: Mecklenburgische Zeitung, 1920, Nr. 118.